# Sepp Neumayr
Josef (Sepp) Neumayr (Kleinarl, 3 april 1932  –  12 september 2020) was een Oostenrijks componist, dirigent en muziekuitgever.

## Levensloop
Neumayr was van 1955 tot 1977 ambtenaar bij de Oostenrijkse posterijen. Zijn eerste muzikale lessen kreeg hij op 10-jarige leeftijd voor Steirische Harmonika een soort (trek)harmonica en later voor accordeon. In 1949 werd in Kleinarl een blaasorkest opgericht en Neumayr werd lid. Van de toenmalige dirigent Martin Gwehenberger kreeg hij solfègeles. In de loop van de jaren leerde hij verschillende instrumenten te bespelen (klarinet, flügelhorn, bariton en tuba). Neumayr richtte een dansorkestje op en deed ervaring op in bewerken en arrangement. Een grote hulp voor hem bij deze werkzaamheden was de ervaring die hij door het bespelen van de diverse instrumenten had opgedaan. In 1960 werd hij dirigent van het blaasorkest in Kleinarl en bleef met een jaar onderbreking in deze functie tot 1996. In 1965 werd hij "Bezirkskapellmeister" in het district Pongau en vanaf 1997 was hij tweede "Landeskapellmeister" van de blaasmuziekfederatie in de Oostenrijkse deelstaat Salzburg.
Zijn eerste composities schreef hij in 1951. Sinds 1955 publiceerde hij rond zestig van zijn werken bij de muziekuitgeverij Krenn in Wenen. In 1977 richtte hij dan een eigen muziekuitgeverij op en publiceerde zijn werken voortaan in zijn eigen bedrijf. Alhoewel hij muziektheorie, contrapunt en fuga bij Leo Ertl privé studeerde, is hij als componist grotendeels autodidact. Sinds 1977 was hij als freelance componist en muziekuitgever werkzaam.

## Composities

### Werken voor harmonieorkest
- 1964 Der lustige Dorfschmied, karakterstuk
- 1967 Klingende Heimat, volksliedselectie
- 1968 Tarantella
- 1970 Harmonia, ouverture
- 1971 Der Bergmann', karakterstuk
- 1972 Der Musikus, ouverture
- 1974 Requiem, voor harmonieorkest
- 1976 Toi, toi, ouverture
- Alte Böhmen, polka
- Almgschicht´n, selectie
- Ballgedanken, wals
- Bei uns dahoam, selectie
- Bergblumen, wals
- Bergland, fantasie
- Blumengrüße, wals
- Böhmermädel, polka
- Burgruf
- Concert, voor flügelhorn en harmonieorkest
  1. Andante - Andante con moto
  2. Moderato
  3. Larghetto - Allegro con brio
- Darf ich bitten, wals
- Der Rebell, ouverture
- Die Marketenderinnen, polka
- Dorfkonzert, ouverture
- Erinnerung, wals
- Exzellent, concertmars
- Ferienzeit, polka
- Flügelhorn-Serenade, voor flügelhorn en harmonieorkest
- Frohe Stunden, wals
- Frühlingszauber, wals
- Für Dich und mich, polka
- Für lustige Leut, polka
- Glückskinder, ouverture
- Großer Gott wir loben Dich (GL 257)
- Grüß Gott, openingsstuk voor feestelijke gebeurtenissen
- Holz und Blech, ouverture
- Im Alpenland, mazurka
- Jubiläumsfanfare
- Kleine Ouverture
- Klingende Heimat, selectie
- Klingende Trompeten, intermezzo
- Klingendes Wien, selectie
- Libusa, polka
- Liebelei, mazurka
- Lustige Musikanten, polka
- Lustiger Winter, selectie
- Mein Ideal, ouverture
- Mein Instrument, voor trompet solo en harmonieorkest
- Mein schönes Salzburg, mars
- Melodie der Alpen, idylle
- Musik für dich, idylle
- Musizieren - Jubilieren, concertmars[1]
- Österreich musiziert, selectie
- Portrait eines Musikers
- Präludium
- Sepp und Schani, polka
- Servus Prag, polka
- Sommerfest, ouverture
- Sonntagskinder, polka
- Triumph- Fanfare
- Tschechenlaunen, polka
- Viel Vergnügen, paso doble
- Walzerklang am Jägersee, wals
- WM Fanfare
- Zwei Freunde, polka
- Zwergleins Parademarsch, karakterstuk

### Missen en andere kerkmuziek
- Alpenländische Weihnachtsmesse, voor gemengd koor en vier klarinetten
- Hubertusmesse, voor mannenkoor en koperkwintet
- Missa brevis Pastoralmesse, voor gemengd koor, 2 klarinetten, 2 trompetten, 2 hoorns en orgel

### Kamermuziek
- 5 koralen voor diverse gebeurtenissen, voor koperkwintet
- Choral zur Palmenweihe, voor koperkwintet
- Marienlieder aus Salzburg, voor koperkwartet

## Media
1. ↑  Musizieren - Jubilieren door Trachtenmusikkapelle Fuschl am See

- Gemeinsame Normdatei: 135077966
- International Standard Name Identifier: 0000 0000 5583 576X
- Virtual International Authority File: 79951433
- WorldCat: E39PBJgRMKmpGCdJggtPqkYQMP